# Psyllaephagus ramosus
Psyllaephagus ramosus är en stekelart som först beskrevs av Girault 1913.  Psyllaephagus ramosus ingår i släktet Psyllaephagus och familjen sköldlussteklar. Inga underarter finns listade i Catalogue of Life.